# イチヤクソウ科
イチヤクソウ科（イチヤクソウか、Pyrolaceae）は双子葉植物の科で、4属30種ほどからなる。日本にはイチヤクソウ、ウメガサソウなど4属11種ほどが自生する。
従来の各分類体系では独立の科とされたが、現在のAPG植物分類体系ではツツジ科に含めている。

## 特徴
すべて草本で、森林に生育し、常緑多年草が多い。北半球の亜寒帯・温帯、一部は中米・西インド諸島の熱帯まで分布する。近縁なシャクジョウソウ科（腐生植物）を含めることも多い。サリチル酸メチルを多く含むため特異な香りを持つものもある。葉は互生。花は両性花、4-5数性で放射相称、茎先に単生、あるいは散房・総状花序をつける。花冠は白または赤く色づく。子房は上位で4-5室に分かれる。果実は蒴果で、微細な種子を多数含む。
花が美しいので山草として栽培されるものもあるが、特殊な菌根を形成する必要があり栽培は容易でない。

## 新分類
APG植物分類体系ではツツジ科に含め、イチヤクソウ亜科としているが、ツツジ科ではシャクジョウソウ亜科とこの亜科だけが草本である。

## 属

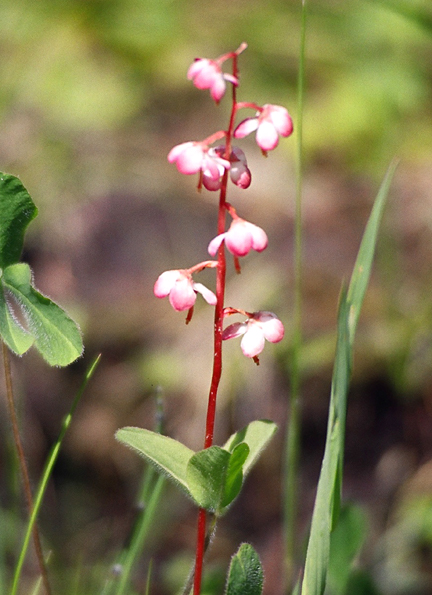
ベニバナイチヤクソウ

- ウメガサソウ属 Chimaphila
- イチゲイチヤクソウ属 Moneses
- コイチヤクソウ属 Orthilia
- イチヤクソウ属 Pyrola